# Bryszcze
Bryszcze (ukr. Брище) – wieś położona na Ukrainie, w rejonie łuckim, w obwodzie wołyńskim, liczy 380 mieszkańców.